# HD 186185
HD 186185，又名BD-15 5444，SAO 162931、HR 7496，是一颗恒星，视星等为5.49，位于銀經24.55，銀緯-18.36，其B1900.0坐标为赤經19h 37m 51.3s，赤緯-15° -18.36′ 7″。